# Serie B 1992/1993
Soutěžní ročník Serie B 1992/93 byl 61. ročník druhé nejvyšší italské fotbalové ligy. Soutěž začala 6. září 1992 a skončila 13. června 1993. Účastnilo se jí 20 týmů, z toho se 12 kvalifikovalo z minulého ročníku, 4 ze Serie A a 4 ze třetí ligy. Nováčci ze třetí ligy jsou: SPAL, PC Ternana, Calcio Monza, AS Fidelis Andria.

## Tabulka
| Poř. | Tým                  | Z  | V  | R  | P  | VG | OG | B  |
| ---- | -------------------- | -- | -- | -- | -- | -- | -- | -- |
| 1.   | AC Reggiana          | 38 | 18 | 17 | 3  | 41 | 16 | 53 |
| 2.   | US Cremonese         | 38 | 19 | 13 | 6  | 63 | 35 | 51 |
| 3.   | Piacenza FC          | 38 | 17 | 14 | 7  | 42 | 26 | 48 |
| 4.   | US Lecce             | 38 | 15 | 18 | 5  | 45 | 38 | 48 |
| 5.   | Calcio Padova        | 38 | 17 | 13 | 8  | 45 | 35 | 47 |
| 6.   | Ascoli Calcio 1898   | 38 | 16 | 14 | 8  | 57 | 35 | 46 |
| 7.   | Cosenza Calcio 1914  | 38 | 14 | 15 | 9  | 37 | 27 | 43 |
| 8.   | Pisa SC              | 38 | 13 | 14 | 11 | 25 | 26 | 40 |
| 9.   | AC Cesena            | 38 | 12 | 14 | 12 | 37 | 35 | 38 |
| 10.  | AS Bari              | 38 | 14 | 10 | 14 | 43 | 44 | 38 |
| 11.  | AC Benátky           | 38 | 11 | 14 | 13 | 41 | 41 | 36 |
| 12.  | Hellas Verona FC     | 38 | 10 | 15 | 13 | 30 | 34 | 35 |
| 13.  | AS Lucchese Libertas | 38 | 6  | 21 | 11 | 35 | 38 | 33 |
| 14.  | Calcio Monza         | 38 | 6  | 21 | 11 | 24 | 31 | 33 |
| 15.  | Modena FC            | 38 | 10 | 13 | 15 | 34 | 43 | 33 |
| 16.  | AS Fidelis Andria    | 38 | 6  | 20 | 12 | 27 | 34 | 32 |
| 17.  | SPAL                 | 38 | 8  | 15 | 15 | 30 | 42 | 31 |
| 18.  | FC Bologna           | 38 | 9  | 12 | 17 | 38 | 55 | 30 |
| 19.  | Taranto FC           | 38 | 6  | 15 | 17 | 30 | 51 | 27 |
| 20.  | PC Ternana           | 38 | 4  | 10 | 24 | 25 | 63 | 19 |

Poznámky
- Z = Odehrané zápasy; V = Vítězství; R = Remízy; P = Prohry; VG = Vstřelené góly; OG = Obdržené góly; B = Body
- za výhru 2 body, za remízu 1 bod, za prohru 0 bodů.

|  | Postup do Serie A 1993/94  |
|  | Sestup do Serie C1 1993/94 |

## Střelecká listina
| P. | Nár     | Hráč               | Tým                | Branky |
| -- | ------- | ------------------ | ------------------ | ------ |
| 1. | Německo | Oliver Bierhoff    | Ascoli Calcio 1898 | 20     |
| 2. | Itálie  | Antonio De Vitis   | Piacenza FC        | 19     |
| 3. | Itálie  | Andrea Tentoni     | US Cremonese       | 16     |
| 4. | Itálie  | Fabrizio Provitali | Modena FC          | 15     |